# Rysskläpparna
Rysskläpparna är öar i Finland. De ligger i Skärgårdshavet och i kommunen Pargas i landskapet Egentliga Finland, i den sydvästra delen av landet. Öarna ligger omkring 77 kilometer sydväst om Åbo och omkring 210 kilometer väster om Helsingfors. Rysskläpparna ligger 3 meter över havet.
Arean för den av öarna koordinaterna pekar på är 2,3 hektar och dess största längd är 260 meter i öst-västlig riktning.